# Villa Rustica (Brombach)

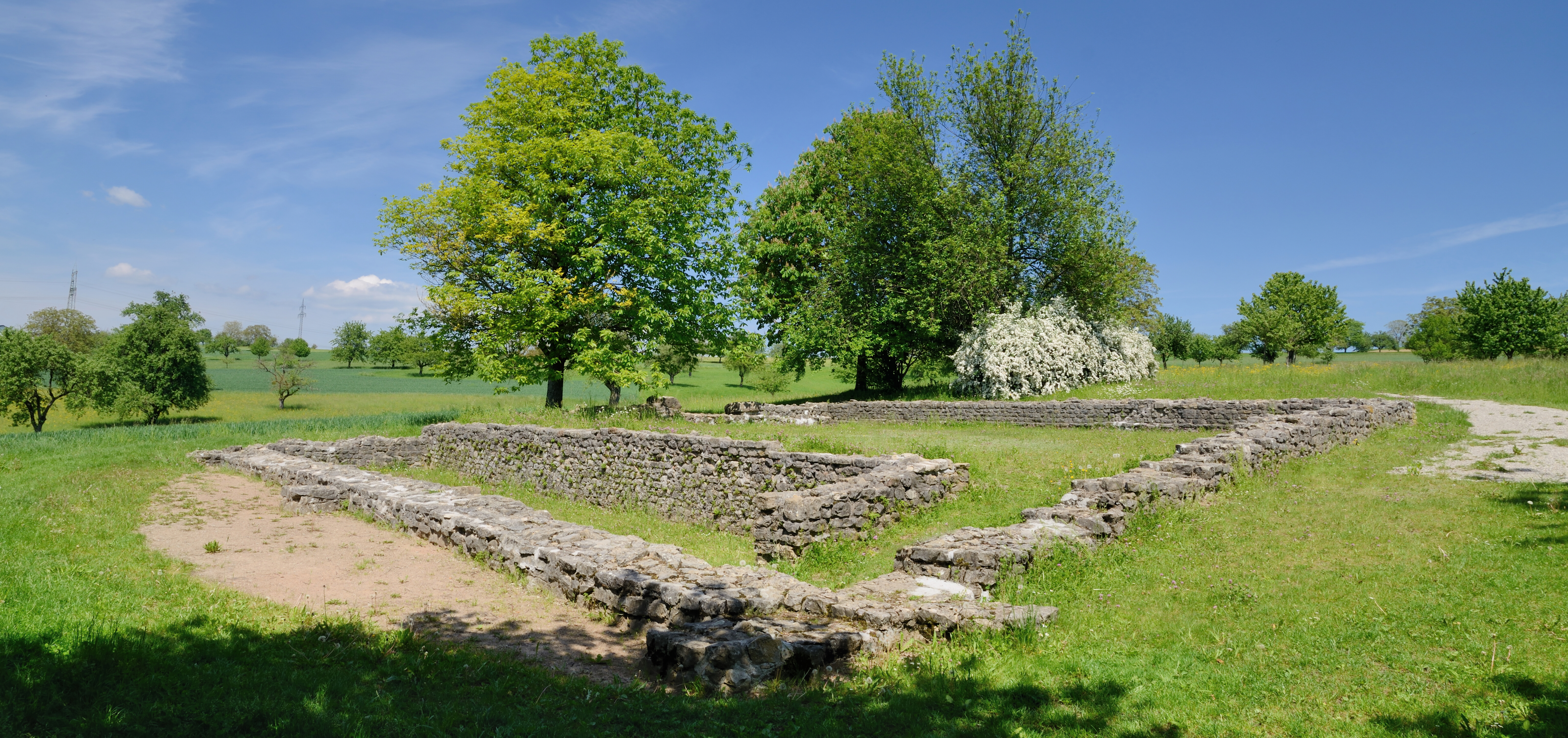
Römischer Gutshof in Brombach mit Blick nach Nordwesten

Die Villa Rustica von Brombach ist ein ehemaliger römischer Gutshof (Villa rustica) auf der Gemarkung von Brombach, einem Ortsteil der Stadt Lörrach in Baden-Württemberg (Deutschland). Die Ende der 1970er Jahre im Gewann „Wellental“ entdeckten Überreste stammen von einem römischen Gutshof, der im 2. Jahrhundert n. Chr. erbaut wurde und im 3. Jahrhundert n. Chr. niederbrannte. Die Römerruine ist geschützt als eingetragenes Kulturdenkmal im Sinne des Denkmalschutzgesetzes des Landes Baden-Württemberg (DSchG). Die Fundstätte wurde durch die ursprünglichen Besitzer an die Stadt Lörrach verkauft. Die Villa Rustica ist in ihren Grundmauern freigelegt und konserviert. Fundstücke aus einem antiken Gutshof werden im Dreiländermuseum gezeigt.

## Forschungsgeschichte

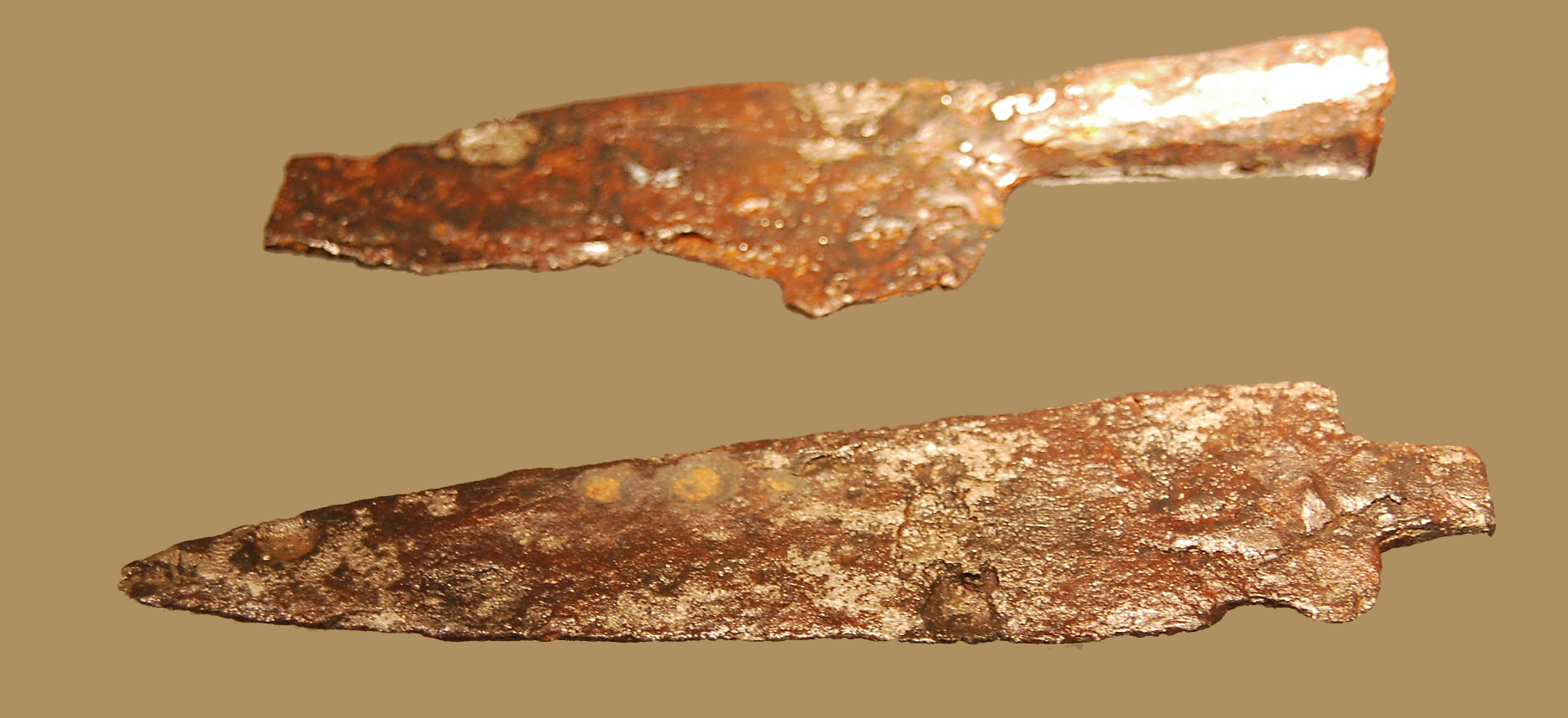
Klingen von Hack- und Schneidemessern aus dem Gutshof, Sammlung des Dreiländermuseums

Im Jahr 1979 fanden Gerhard Billmann und Hermann Ziereisen die Grundmauern einer Römervilla. Nach dem Fachgutachten des Archäologen Erhard Richter aus Grenzach-Wyhlen erteilte das Landesdenkmalamt Baden-Württemberg eine Genehmigung für weitere Grabungsarbeiten, die am 28. März 1981 unter der Leitung Richters begannen. Die bis 1983 dauernden Ausgrabungsarbeiten wurden von Einwohnern Brombachs und Grenzach-Wyhlens begleitet. Da sich der Hof über drei unterschiedliche Grundstücke erstreckte, kaufte die Stadt diesen durch den Einsatz des damaligen Oberbürgermeisters Egon Hugenschmidt den Besitzern ab. Nach der Freilegung der Überreste wurde die Grabungsstätte 1984 offiziell der Stadt übergeben. Neben Grundmauern des teilweise unterkellerten Hofs fand die Archäologengruppe auch durch Brand konservierte Lebensmittelvorräte und Reste von landwirtschaftlichen Geräten, Jagdwaffen und weiteren Artefakten. Diese sind im Dreiländermuseum und im Museum für Ur- und Frühgeschichte im Colombischlössle in Freiburg im Breisgau zu besichtigen. Die gesamte Anlage diente mehreren Zwecken, wurde aber hauptsächlich wohnwirtschaftlich genutzt. 
Aufgrund der Rötung der Kellermauern und von Brandschutt geht man bei der Zerstörung des Guts im 3. Jahrhundert von einem Brand aus, dessen Ursache unbekannt ist. Zeitlich fällt die Zerstörung mit dem Einfall der Alamannen hinter den Limes (Limesfall) zusammen. Nach der Zerstörung erfolgte kein Wiederaufbau.

## Lage und Beschreibung

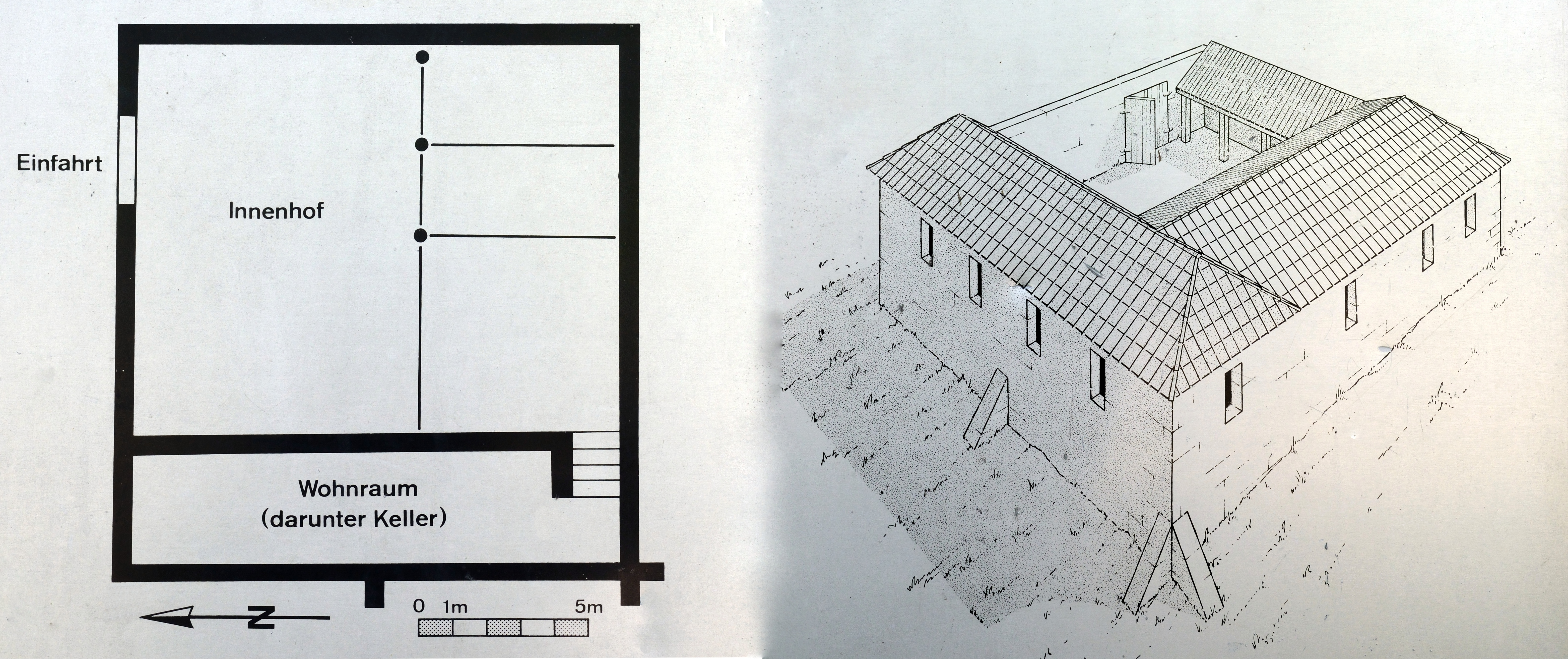
Grundriss und isometrische Rekonstruktion der Villa Rustica

Die Brombacher Villa Rustica befindet sich 365 Meter über dem Meer in leichter Hanglage im Wellental knapp 400 Meter südsüdöstlich der Brombacher Wohnsiedlung Bühl auf einem offenen und für die Öffentlichkeit zugänglichen Wiesengrundstück. Vor Ort informiert eine Tafel über die Ausgrabungsstätte. Hinweisschilder markieren ausgehend vom Dorfkern Brombachs den Weg zu den Überresten der Villa.
Der römische Gutshof in Brombach war gemessen an vergleichbaren Bauwerken eher klein und einfach gehalten. Aufgrund fehlender Mosaikböden, Wandgemälde und Säulenfragmente vermutet man, dass die Bewohner keine reichen Leute waren. Die gesamte rechteckige Anlage ist nach Norden ausgerichtet und misst im Grundriss 15 Meter Breite und 16,25 Meter Länge. Nach Norden befand sich die Hofeinfahrt, die zu einem Innenhof führte. Am südlichen Rand der Anlage befand sich der Ökonomiebereich, der in drei Räume unterteilt war. Über diesen Bereich gelangte man talseitig über eine kleine Treppe in den etwas tiefer liegenden schmalen, rechteckigen Keller. Dieser befand sich am östlichen Rand der Anlage und weist im Grundriss 14 Meter auf 3,1 Meter auf. Darüber befand sich der Wohnbereich. Die einzelnen Räumlichkeiten sind durch die rund 20 Zentimeter dicken und bis zu 1,30 Meter hohen Grundmauern heute noch nachvollziehbar.